# Maján
Maján település Spanyolországban, Soria tartományban. Maján Momblona, Escobosa de Almazán, Nolay, Velilla de los Ajos, Cañamaque és Monteagudo de las Vicarías községekkel határos. Lakosainak száma 9 fő (2024).

## Népesség
A település népessége az elmúlt években az alábbi módon változott:
| Lakosok száma | 21   | 16   | 16   | 17   | 13   | 13   | 13   | 10   | 8    | 9    |
|               | 2001 | 2004 | 2007 | 2009 | 2012 | 2014 | 2017 | 2019 | 2022 | 2024 |